# Contes italiens (film)
Pour les articles homonymes, voir Contes italiens.
Pour plus de détails, voir Fiche technique et Distribution.
Contes italiens (Maraviglioso Boccaccio) est un film réalisé par Paolo et Vittorio Taviani, sorti en 2015.
Il est tiré du Décaméron de Boccace.

## Synopsis
Le film est tiré de cinq nouvelles du Décaméron de Boccace : l'amour entre Ghismunda et Guiscardo hébergé par le père de la jeune fille, le duc Tancredi (quatrième journée), Federigo degli Alberighi (it) (cinquième journée), Calandrino (it) (huitième journée), La badessa e le brache del prete (it) (neuvième journée) et Messire Gentil de' Carisendi et Monna Catalina (dixième journée).
Première nouvelle : Une femme gravement malade est abandonnée par la mère de son mari dans une église parce qu’on la croyait morte. Messer Gentile, amoureux d’elle, la trouve, s’allonge à son côté et, sentant le battement de son cœur, comprend qu’elle est toujours en vie. Il l’emmène chez lui et, avec l’aide de ses proches, réussit à la guérir. Pour pouvoir l’avoir avec lui, il organise un banquet auquel il convie aussi le mari ; pendant ce banquet, il prononce un discours dans lequel il demande aux invités si, à leur avis, une personne abandonnée et qu’une autre aurait ensuite retrouvée et guérie devrait revenir avec la personne qui l’avait abandonnée ou rester avec celle qui l’avait guérie : les invités se prononcent pour la seconde. Messer Gentile, alors, découvre le visage de la femme et tout le monde s’enfuit épouvanté en pensant que c’est un fantôme. Messer Gentile la laisse quand même choisir celui avec qui elle veut rester et c’est lui qu’elle choisit.
Deuxième nouvelle : Dans la ville de Florence vit Calandrino, un peintre très naïf qui passe son temps avec Bruno et Buffalmacco, deux amis, peintres eux aussi, qui se moquent souvent de lui. Un jour, en effet, Maso persuade Calandrino qu’il est possible de trouver dans une rivière une pierre aux pouvoirs magiques qu’on appelle Héliotrope. Calandrino convainc ses amis d’aller la chercher. Une fois à la rivière, il ramasse chaque pierre noire qu’il trouve jusqu’à ce qu’il en ait sa sacoche pleine. Les deux peintres font semblant de ne plus voir Calandrino et se demandent où il est passé, en disant à voix haute, pour se faire entendre : « Il doit déjà être chez lui pour dessiner ». Ils courent alors au village et convainquent ceux qu’ils rencontrent de faire semblant de ne pas voir Calandrino. Au bout d’un moment arrive le peintre naïf : il plaisante avec les gens, vole de l’argent, brise des porcelaines, essaie d’embrasser une jeune fille et fait trébucher un vieillard. Quand il arrive chez lui, sa femme l’accueille et Calandrino, se rendant compte qu’elle peut le voir, devient fou de rage et la bat violemment. Dans la scène suivante, Calandrino a l’intention de manger, quand sa femme prend l’Héliotrope et le soulève au-dessus de sa tête. Mais pendant que la femme garde la pierre au-dessus de la tête de son mari, la scène s’arrête et les dix garçons discutent de la fin à donner à la nouvelle, comme s’ils n’étaient pas d’accord sur la meilleure façon de la terminer.
Troisième nouvelle : Restée veuve, Ghismunda, décide de retourner chez son père, le prince de Salerne. Elle se cherche immédiatement un nouveau compagnon, mais c'est un ami de son père. Les deux tourtereaux commencent à se rendre visite en secret et lui, comme symbole de leur amour, donne à celle qu’il aime, par l'intermédiaire de son père, une tasse qu’il a faite à la main. Lorsque le père découvre leur relation, elle entre en colère et décide de tuer l'amant de sa fille ; ayant pris conscience de ce que son père a fait, elle décide de boire du poison dans la tasse même que son amant lui avait donnée.

## Fiche technique
- Titre français : Contes italiens
- Titre original : Maraviglioso Boccaccio
- Réalisation : Paolo et Vittorio Taviani
- Scénario : Paolo et Vittorio Taviani, d'après le Décaméron de Boccace
- Photographie : Simone Zampagni
- Montage : Roberto Perpignani
- Musique : Giuliano Taviani, Carmelo Travia
- Son : ingénieur du son
- Costumes : Lina Nerli Taviani
- Production : Luigi Musini, Donatella Palermo
- Société(s) de production : Bis Film, en association avec la SOFICA Indéfilms 3
- Société(s) de distribution : Stemal Entertainment, Cinemaundici Film
- Pays d’origine :  Italie
- Langue : italien
- Format : Couleur
- Genre : Film dramatique, film à sketches
- Durée : 120 minutes
- Dates de sortie :
  -  Italie : 26 février 2015
  -  France : 10 juin 2015

## Distribution
- Lello Arena : duc Tancredi di Salerno
- Kasia Smutniak : Ghismunda
- Michele Riondino : Guiscardo
- Carolina Crescentini : Isabetta
- Paola Cortellesi : abbesse Usimbalda
- Riccardo Scamarcio : Gentile Carisendi
- Vittoria Puccini : Monna Catalina
- Flavio Parenti : Niccoluccio Caccianemico
- Kim Rossi Stuart : Calandrino
- Josafath Vagni : Federigo degli Alberighi
- Jasmine Trinca : Monna Giovanna
- Rosabell Laurenti Sellers : Filomena
- Melissa Anna Bartolini : Elissa
- Eugenia Costantini : Neifile
- Miriam Dalmazio : Fiammetta
- Camilla Diana : Lauretta
- Barbara Giordano : Pampinea
- Nicolò Diana : Filostrato
- Fabrizio Falco : Dioneo
- Rocco Di Gregorio : Ricciardo
- Beatrice Fedi : Elisabetta
- Ilaria Giachi : Emilia

## Production
Le film a été tourné en Toscane, entre autres à la piazza del Duomo de Pistoia, au castello di Spedaletto (it), à la villa La Sfacciata (it) et à la piazza Grande à Montepulciano, ainsi que dans le Latium, à la basilica di Sant'Elia (it), au castello di Montecalvello, à l'abbaye de Sant'Andrea in Flumine et au castello Odescalchi (it) à Bassano Romano.